# Benjamin Gates et le Livre des secrets
Série Benjamin Gates
le Trésor des Templiers
(2004) Trésors perdus : le secret de Moctezuma
(2023)
Pour plus de détails, voir Fiche technique et Distribution.
Benjamin Gates et le Livre des secrets ou Trésor national : Le Livre des secrets au Québec et au Nouveau-Brunswick, (National Treasure: Book of Secrets) est un film américain réalisé par Jon Turteltaub et sorti en 2007.
Le film est la suite directe de Benjamin Gates et le Trésor des Templiers (National Treasure) et reprend la totalité des personnages principaux présents dans celui-ci.
Le film débute alors que la presse se fait écho de la réapparition d'une page manquante du journal de John Wilkes Booth, l'assassin d'Abraham Lincoln. Cette page contient des informations qui associent l'arrière-arrière-grand-père de Benjamin Gates à cet assassinat, lui donnant même un rôle clé. Ben entame alors une quête pour disculper son aïeul. Elle l'emmène à Paris, à Londres et de retour aux États-Unis pour chercher le Livre des Secrets Présidentiels, un mystérieux livre qui contiendrait tous les secrets de notre monde transmis depuis la Guerre de Sécession à chacun des présidents américains, ainsi qu'une carte du trésor de Cibola, la cité de l'or des précolombiens. Mais pour mettre la main sur le trésor et prouver l'innocence de son ancêtre, Benjamin Gates va devoir enlever l'actuel Président des États-Unis.

## Synopsis
1865. Cinq jours après la fin de la guerre de Sécession, John Wilkes Booth et Michael O'Laughlen, tous deux membres du KGC, approchent Thomas Gates pour décoder un message copié dans le journal de Booth. Thomas reconnaît le message comme un chiffre de Playfair et le traduit pendant que Booth part pour le théâtre Ford de Washington pour assassiner le président Abraham Lincoln. Après avoir résolu le puzzle, Thomas se rend compte que Booth et O'Laughlen essaient d'aider les Confédérés et déchire les pages de chiffrement du journal pour les brûler. O'Laughlen tire sur Thomas et s'enfuit avec le seul fragment de page survivant, et un Thomas mourant murmure à son fils, Charles, le mot-clé du chiffrement.
Plus de 140 ans plus tard, le célèbre chasseur de trésors Benjamin Gates raconte l'histoire de Thomas lors d'une conférence Civilian Heroes. Le marchand du marché noir Mitch Wilkinson produit le fragment de page, avec le nom de Thomas Gates à côté de ceux de Mary Surratt et du Dr Samuel Mudd. Le public pense que Thomas a aidé à tuer Lincoln, et Ben et son père Patrick ont entrepris de le réfuter. En utilisant l'imagerie spectrale, Ben découvre des traces du chiffrement sur la page du journal; lorsqu'il est résolu à l'aide du mot-clé, il pointe vers la plus petite statue de la Liberté à Paris. En voyageant là-bas, Ben et son ami Riley Poole découvrent une gravure faisant référence aux bureaux Resolute. Ils se dirigent vers Londres, recrutant à contrecœur la petite amie de Ben, le Dr Abigail Chase, en cours de route. Ben et Abigail jettent un coup d'œil au bureau du palais de Buckingham et obtiennent une planche sculptée précolombienne dans un tiroir secret. Mitch, qui avait secrètement cloné le téléphone portable de Patrick afin de suivre les allées et venues de Ben, poursuit le trio et obtient finalement la planche de bois, mais pas après que Ben ait réussi à la photographier.
De retour en Amérique, Patrick demande à contrecœur de l'aide à son ex-femme, l'archéo-lexicologue Dr Emily Appleton. Elle prétend que les gravures font référence au centre de la Terre, mais souligne que certains des glyphes sont partiels. Ben et Abigail convainquent le nouveau petit ami d'Abigail, Connor, un conservateur de la Maison Blanche, de leur laisser voir le bureau Resolute dans le bureau ovale. Ben découvre que la deuxième planche a été remplacée par un cachet d'un sceau présidentiel modifié, que Riley identifie comme le symbole d'un journal intime partagé, écrit par des présidents et contenant des sujets controversés tels que le Watergate, la zone 51 et l'assassinat de JFK.
Ben organise la fête d'anniversaire du président à Mount Vernon pour convaincre le président d'explorer un tunnel secret avec lui. Là, Ben active une porte coulissante secrète, sépare le président de ses gardes et lui pose des questions sur le livre, tout en conduisant en toute sécurité le président vers la liberté à l'autre bout du tunnel. Le président avertit Ben avec sympathie que ses actions, bien qu'innocemment intentionnelles, seront interprétées comme une tentative d'enlèvement. Il révèle ensuite que le livre est caché dans un coffre-fort à la Bibliothèque du Congrès. Poursuivis par le FBI, Ben, Abigail et Riley parviennent à jeter un bref coup d'œil au livre. Ils trouvent une photographie de la planche manquante et une entrée de Calvin Coolidge. Il a trouvé la planche en 1924, l'a traduite, l'a fait détruire et a chargé Gutzon Borglum de sculpter le mont Rushmore, pour cacher les preuves d'un trésor caché à proximité.
Après avoir consulté Emily au sujet des glyphes, Ben, Riley, Abigail et Patrick se dirigent vers le mont Rushmore. Ils y rencontrent Mitch et Emily, alors que Mitch l'a kidnappée après le départ de Ben. Mitch a déjà acquis, mémorisé et détruit le dernier indice, afin qu'il puisse réclamer le trésor. Il aide le groupe à trouver l'entrée d'une grotte pleine de pièges. Après s'être brièvement séparés, le groupe trouve une fosse contenant Cíbola, une ville d'or amérindienne. Un ancien barrage tombe en panne et il devient clair que l'un des membres du groupe doit se sacrifier dans la grotte qui s'inonde rapidement pour ouvrir la porte aux autres. Mitch le fait, mais supplie Ben de lui donner un crédit posthume pour avoir trouvé le trésor afin qu'il puisse également figurer dans les livres d'histoire.
Ben et les autres retournent à la surface, où le président empêche Ben d'être arrêté en affirmant que Ben l'a sauvé de la fermeture accidentelle du tunnel. Ben s'assure que Mitch reçoit un crédit conjoint pour la découverte, ravive sa relation avec Abigail et efface le nom de Thomas Gates en prouvant que Booth l'avait consulté au sujet du trésor, pas de l'assassinat.

## Fiche technique
Sauf indication contraire, les informations mentionnées dans cette section peuvent être confirmées par les bases de données cinématographiques IMDb et Allociné,  présentes dans la section « Liens externes ».

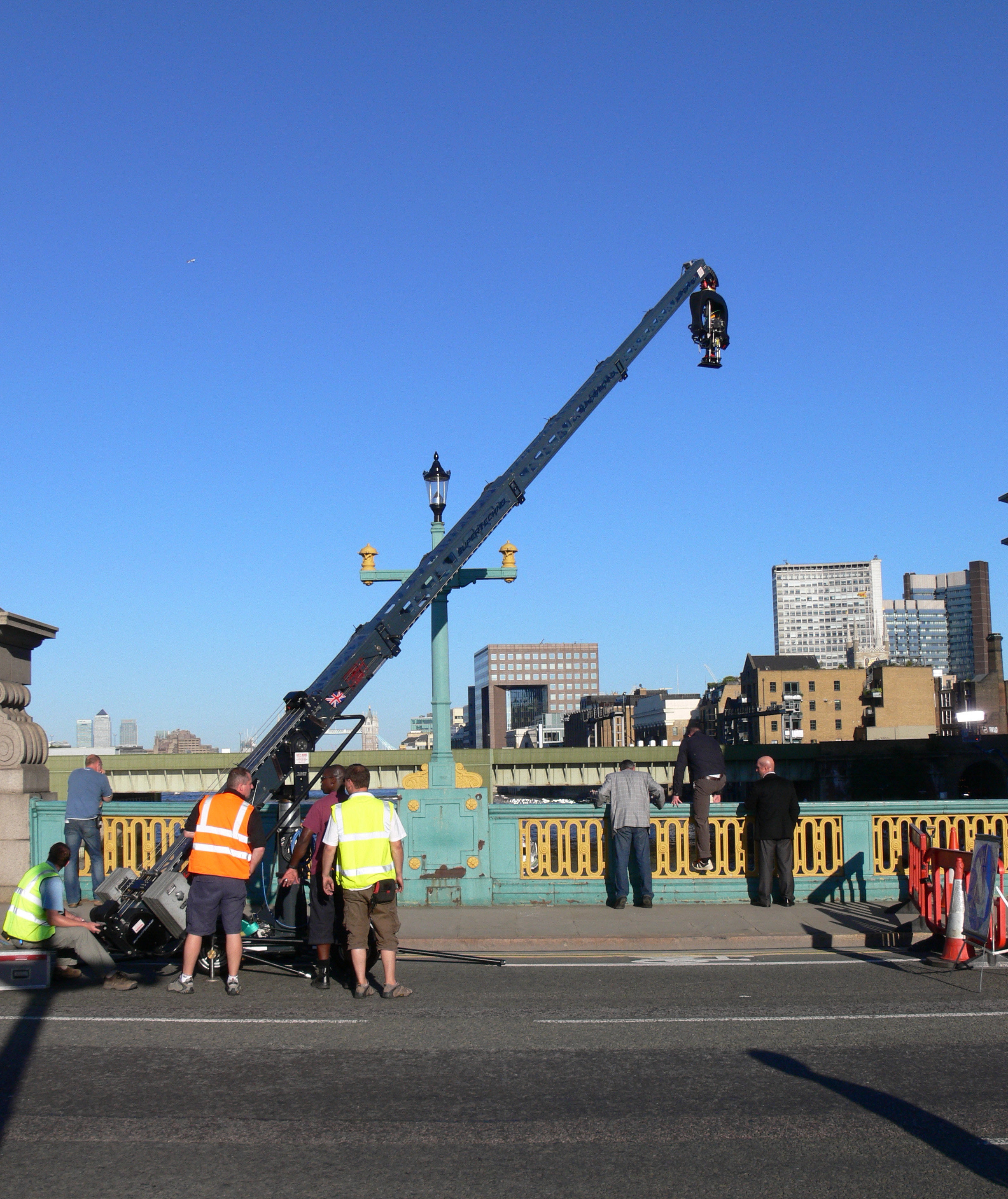
Cascadeur prêt à sauter du pont de Southwark à Londres pendant le tournage du film.

- Titre original : National Treasure: Book of Secrets
- Titre français : Benjamin Gates et le Livre des secrets
- Titre français vidéo : Benjamin Gates 2 : le Livre des secrets
- Titre québécois : Trésor national : Le Livre des secrets[2]
- Réalisation : Jon Turteltaub
- Scénario : Cormac Wibberley et Marianne Wibberley, d'après une histoire de Ted Elliott, Gregory Poirier, Terry Rossio, Cormac Wibberley et Marianne Wibberley, d'après les personnages créés par Oren Aviv, Jim Kouf et Charles Segars
- Musique : Trevor Rabin
  - Musiques additionnelles : Tom Gire, Don Harper, Paul Linford et John Sponsler
  - Orchestration : Tom Calderaro, Gordon Goodwin, Jennifer Hammond, Don Harper et Frank Macchia
  - Montage musical : Steve Durkee, Jeremy Raub et Jeanette Surga
- Direction artistique : Julian Ashby et Drew Boughton
- Décors : Dominic Watkins
- Costumes : Judianna Makovsky
- Maquillage : Ann Buchanan et Edouard F. Henriques
- Coiffure : Yolanda Toussieng
- Photographie : Amir Mokri et John Schwartzman
- Son : Christopher Boyes, Kevin O'Connell, George Watters II
- Montage : William Goldenberg et David Rennie
- Production : Jerry Bruckheimer et Jon Turteltaub
  - Production exécutive : John Bernard (Paris) et Selwyn Roberts (Londres)
  - Production déléguée : Oren Aviv, Chad Oman, Charles Segars, Mike Stenson et Barry H. Waldman
  - Production associée : Pat Sandston
- Sociétés de production : Jerry Bruckheimer Films, Junction Entertainment, Saturn Films, Sparkler Entertainment et NT2 Productions, présenté par Walt Disney Pictures
- Sociétés de distribution : Walt Disney Studios Motion Pictures (États-Unis) ; Buena Vista Pictures Distribution (Canada) ; Buena Vista International (Suisse) ; The Walt Disney Company France[3]
- Budget : 125 millions de $[4]
- Pays de production :  États-Unis
- Langues originales : anglais, français
- Format : couleur (DeLuxe) (Technicolor) - 35 mm - 2,39:1 (CinemaScope - Panavision) - son DTS / Dolby Digital / SDDS
- Genre : aventure, action, mystère, thriller
- Durée : 124 minutes
- Dates de sortie[5] :
  - États-Unis : 13 décembre 2007 (première mondiale à New York)[6] ; 21 décembre 2007 (sortie nationale)
  - Québec : 21 décembre 2007[2]
  - Belgique : 2 janvier 2008[7]
  - Suisse romande : 23 janvier 2008[8]
  - France : 13 février 2008
- Classification :
  - États-Unis : des scènes peuvent heurter les enfants - accord parental souhaitable (PG - Parental Guidance Suggested)[N 1]
  - France : tous publics (conseillé à partir de 10 ans)[9],[10]
  - Belgique : tous publics (Alle Leeftijden)[7]
  - Suisse romande : interdit aux moins de 10 ans[11]
  - Québec : tous publics (G - General Rating)[2]

## Distribution

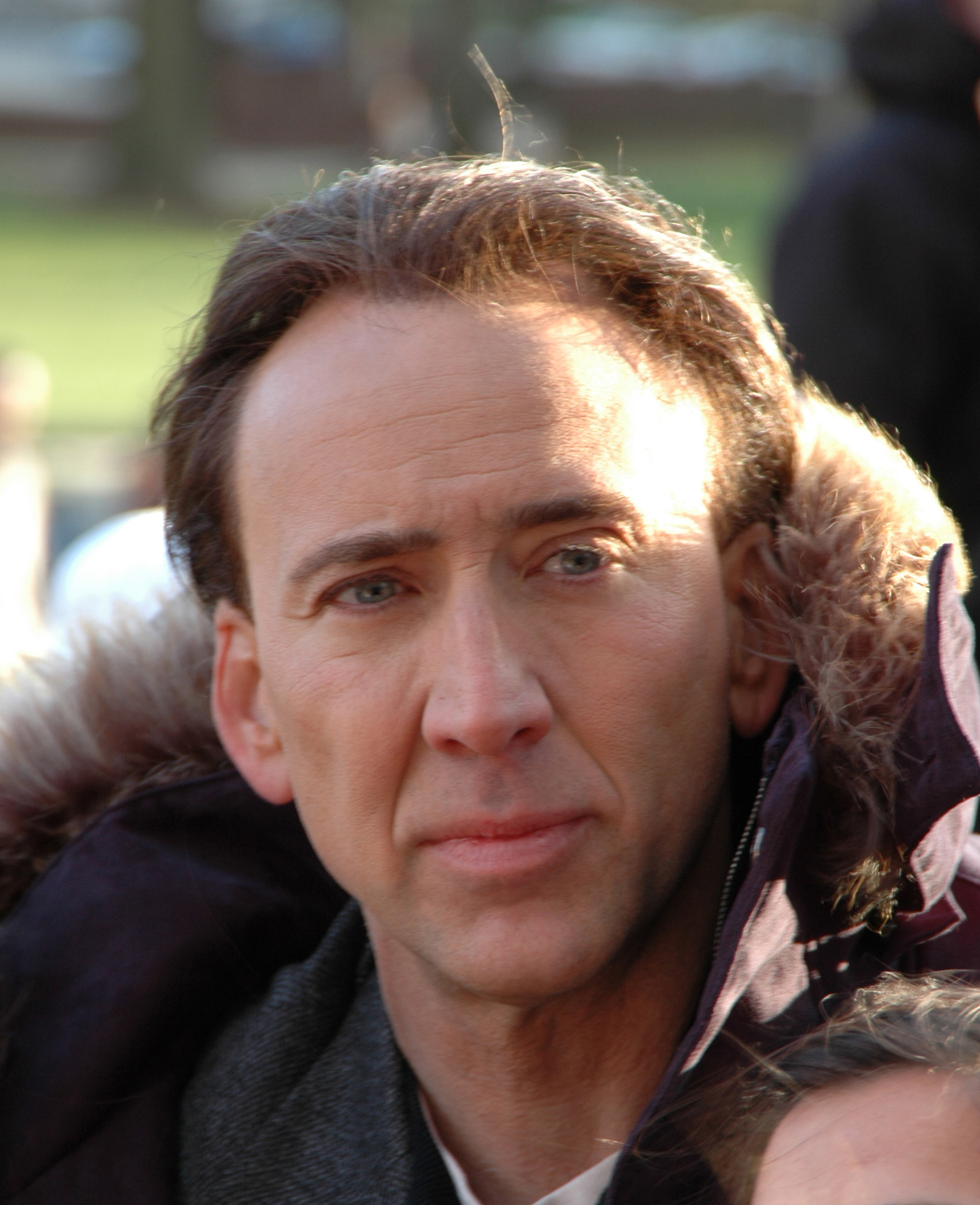
L'acteur principal Nicolas Cage, sur le tournage du film à Washington, D.C.

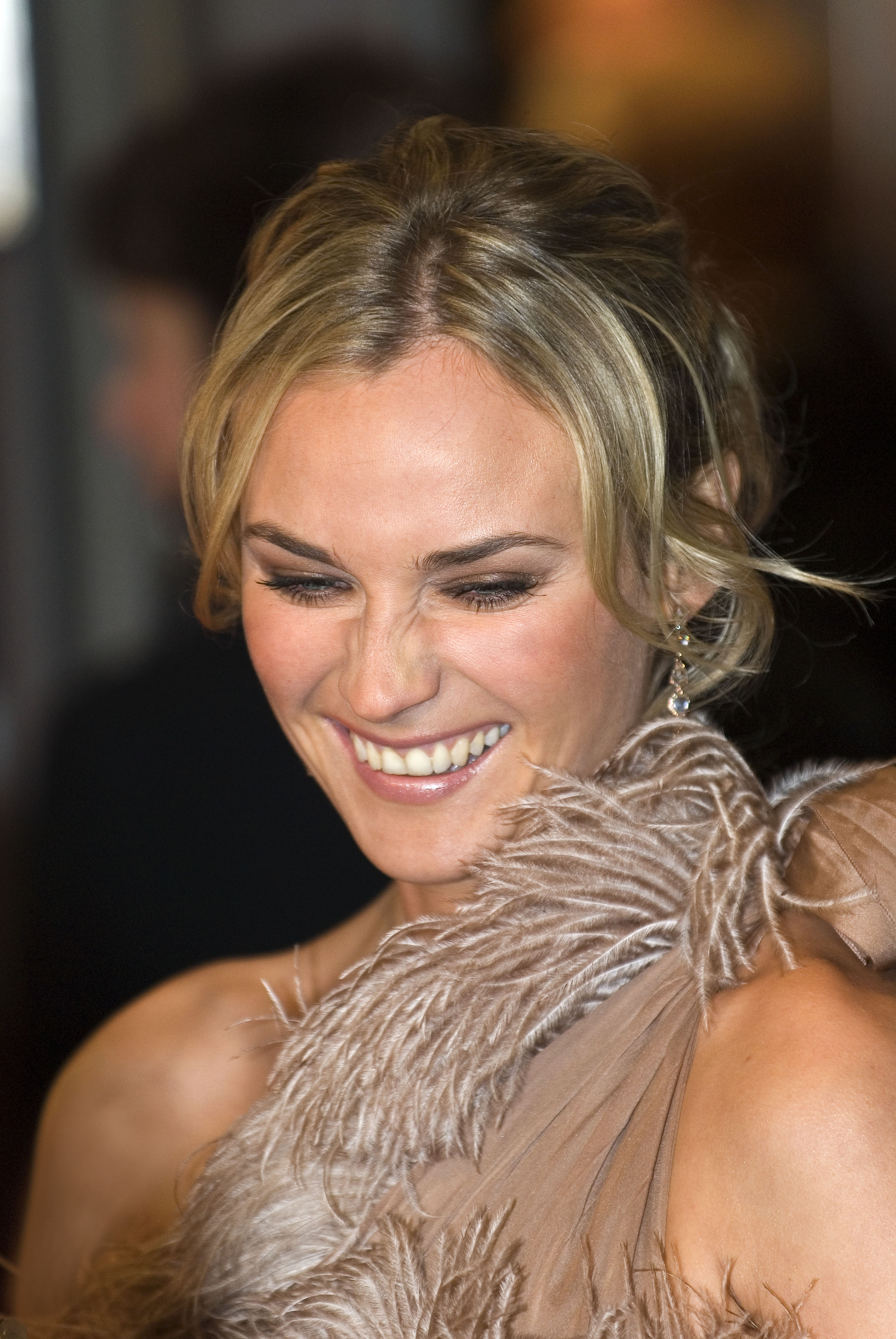
L'actrice allemande Diane Kruger, l'année de sortie du film.

- Nicolas Cage (VF : Dominique Collignon-Maurin ; VQ : Benoît Rousseau) : Benjamin Gates
- Justin Bartha (VF : Jérémy Prévost ; VQ : Renaud Paradis) : Riley Poole
- Diane Kruger (VF : Laura Blanc ; VQ : Catherine Proulx-Lemay) : Abigail Chase
- Ed Harris (VF : Patrick Floersheim ; VQ : Guy Nadon) : Mitch Wilkinson
- Jon Voight (VF : Michel Fortin ; VQ : Marc Bellier) : Patrick Henry Gates
- Harvey Keitel (VF : Bernard Tiphaine ; VQ : Éric Gaudry) : l'agent Peter Sadusky
- Bruce Greenwood (VF : Bernard Lanneau ; VQ : Mario Desmarais) : le président des États-Unis
- Helen Mirren (VF : Évelyn Séléna ; VQ : Claudine Chatel) : Emily Appleton
- Albert Hall (VF : Thierry Desroses ; VQ : Manuel Tadros) : Dr Nichols
- Joel Gretsch (VF : Stefan Godin ; VQ : Alain Sauvage) : Thomas Gates
- Ty Burrell (VF : Guillaume Lebon ; VQ : Daniel Lesourd) : Connor Hamilton
- Michael Maize (VF : Francis Benoît) : Daniel Wilkinson
- Timothy V. Murphy : Seth
- Billy Unger (VF : Léopold Szabatura) : Charles Gates
- Armando Riesco (en) (VF : Alexis Victor) : l'agent Hendricks
- Guillaume Gallienne (VF : lui-même) : un gardien de la paix à bicyclette (non crédité)
- Scali Delpeyrat : un gardien de la paix à bicyclette (non crédité)
- Christian Camargo : John Wilkes Booth
- Brent Briscoe (VF : Robert Darmel) : Michael O'Laughlen
- Brad Rowe : l'agent Hopper
- Alicia Coppola : l'agent Spellman
- Michael Manuel : l'agent Craig
- Troy Winbush : l'agent Hammer
- Frank Herzog : Frank
- Jon Abel : le sénateur
- Glenn Beck : Abraham Lincoln
- Judy Renihan : Mary Todd Lincoln
- Demetri Goritsas : Asa Trenchard
- Alicia Leigh Willis : cliente à la dédicace du livre de Riley

## Production
Le tournage a eu lieu aux États-Unis : dans le Dakota du Sud (Mount Rushmore National Memorial, Sylvan Lake), en Virginie (George Washington Masonic National Memorial, Mount Vernon), en Californie (South Pasadena, Los Angeles, Santa Clarita, Beverly Hills, Universal Studios, Walt Disney Studios Burbank), à Washington, D.C. (Thomas Jefferson Building, Lincoln Memorial) et dans le Maryland (université à College Park). Les prises de vues se sont également déroulées à Londres (Richmond Theatre, The Savoy Hotel, Ludgate Hill, Southwark Bridge...) et dans ses environs (Cité de Westminster, Lancaster House, St James's) ainsi qu'à Paris (pont de Bir-Hakeim...).

## Accueil

### Accueil critique
Aux États-Unis :
- Rotten Tomatoes a attribué au film une note de 36 % basée sur 130 commentaires et une note moyenne de 4,8⁄10. Le consensus critique du site se lit comme suit : « Une distribution talentueuse est gaspillée dans l'improbable Benjamin Gates et le Livre des secrets, qui ressemble étrangement au premier film »[13].
- La presse américaine sur le site Metacritic a des avis plutôt mitigés, le film a une partition de 48⁄100 sur la base de 26 critiques. Le public est également mitigé en obtenant une moyenne de 5,9⁄10 sur la base de 267 évaluations[14].
- Les spectateurs interrogés par CinemaScore ont attribué au film une note moyenne de "A–" sur une échelle de A + à F[15].
- Lors des 28e cérémonie des Razzie Awards tenue le 23 février 2008 à Santa Monica en Californie, le film a reçu deux nominations négatives. Nicolas Cage a été nommé pire acteur et Jon Voight a été nommé pire acteur dans un second rôle[16],[17].

### Box-office
| Pays ou région | Box-office        | Date d'arrêt du box-office | Nombre de semaines |
| -------------- | ----------------- | -------------------------- | ------------------ |
| États-Unis     | 219 964 115 $     | 19 juin 2008               | 26                 |
| France         | 1 989 237 entrées | -                          | 8                  |
| Total mondial  | 457 364 600 $     | -                          | -                  |

## Distinctions

### Récompense
- Yoga Awards 2008 : prix Yoga du pire acteur étranger pour Nicolas Cage

### Nominations
- Golden Trailer Awards 2008 : meilleurs graphiques d'animation et de titre
- MTV Movie & TV Awards 2008 : meilleur film
- Teen Choice Awards 2008 : meilleure actrice dans un film d’action / aventure pour Diane Kruger

## Éditions en vidéo
- En France, le film Benjamin Gates et le Livre des secrets est sorti en DVD[18], DVD édition collector[19] et en Blu-ray[20] le 13 août 2008. Le film est également sorti en VOD le 1er janvier 2015[9].
- Au Québec, le film est sorti en DVD le 20 mai 2008[2].

## Autour du film
De manière exceptionnelle, Diane Kruger, pourtant trilingue, ne double pas sa propre voix dans ce film, alors que ça avait été le cas dans le premier volet de la série pour sa version en français.

## SagaBenjamin Gates
1. Benjamin Gates et le Trésor des Templiers (National Treasure: The Treasure of the Templiers) (2004)
2. Benjamin Gates et Le Livre des secrets (National Treasure: The Book of the Secrets) (2007)

Un troisième film est annoncé depuis décembre 2007. Une première version de scénario aurait été finalisée selon Jerry Bruckheimer en mai 2010. En mai 2013, Justin Bartha confirme qu'un troisième opus est envisageable et que le scénario reste à écrire. En avril 2014, Bruckheimer déclare que le premier acte de National Treasure 3 est finalisé. En juillet 2015, le Wall Street Journal s'interroge sur cet hypothétique troisième film. Finalement, en 2020, l'éventualité d'un troisième film refait surface, avec Chris Bremner à la réalisation et Jerry Bruckheimer à la production,.
C'est finalement une série télévisée qui est produite : Trésors perdus : le secret de Moctezuma. Sa première diffusion a été effectuée à la fin de l'année 2022 et au début de l'année 2023.

## Romans dérivés
Disney Press a publié une version officielle du scénario sous forme d'un roman intitulé National Treasure 2: Book of Secrets The Junior Novel le 6 novembre 2007. Certaines parties de l'histoire de la version originale diffèrent légèrement de ce qui se trouve dans le film, en raison des changements apportés au scénario avant et pendant la production. Par exemple, dans le roman, Benjamin Gates et Abigail Chase photographient la planche en bois trouvée cachée dans le bureau de la reine et la laissent derrière eux, en raison de la poursuite en voiture qui suit, tandis que, dans le film, ils gardent la planche avec eux au cours de la poursuite.
Ce même 6 novembre 2007, a été publié un roman destiné aux jeunes lecteurs, Changing Tides: A Gates Family Mystery de Catherine Hapka, dont l'histoire se déroule en Angleterre en 1612n qui est le premier d'une série de romans historiques prévus sur la famille des Gates. L'épilogue de Changing Tides est mentionné au dos du roman National Treasure 2: Book of Secrets. La suite de ce premier roman destiné la jeunesse de Catherine Hapka, intitulé Midnight Ride: A Gates Family Mystery, a été publié le 8 mars 2008.